# ハリケーン・グスタフ
ハリケーン・グスタフ (Hurricane Gustav) は、2008年8月末にカリブ海で発生した大型ハリケーンである。2008年の大西洋のハリケーン・シーズンにおいて7番目のトロピカル・ストームで、ハリケーンとしては3番目、大型ハリケーンとしては2番目。
本記事記載の時間は全てアメリカ合衆国・カナダ中部夏時間、（UTC-5）である。

## 進路

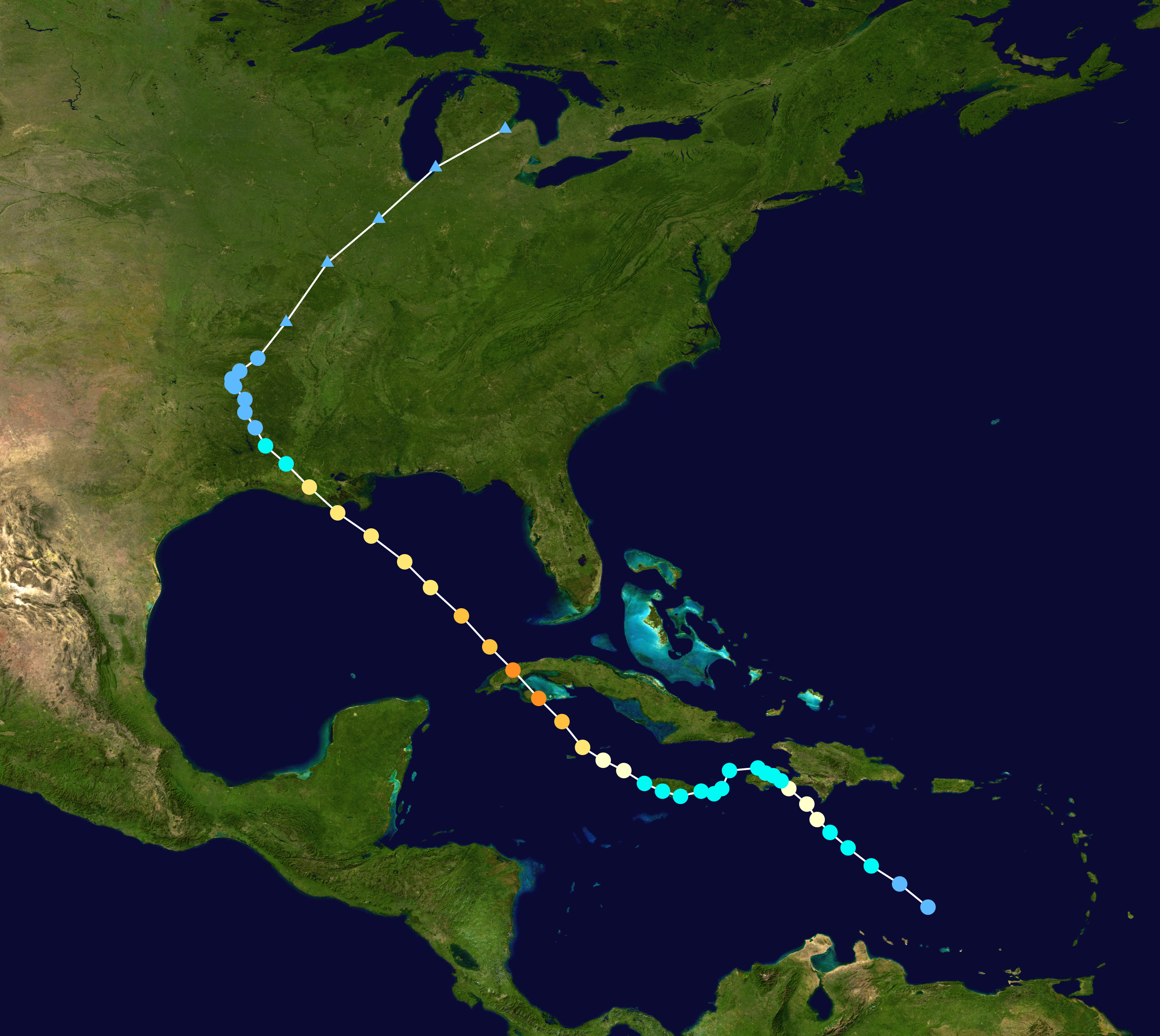
進路図

8月25日の朝、ハイチのポルトープランスの南東420km (260マイル)の地点で発生し急速に成長、その日の午後には熱帯性暴風、8月26日の未明にはハリケーンとなる。同日ハイチ南部の都市、ジャクメル付近に上陸。8月30日には、キューバに二度上陸するに至った。この日グスタフは、ハリケーンの強さを表すシンプソン・スケールでカテゴリー4にまで成長した。
米国では、ニューオーリンズ市長のレイ・ネイギンが8月30日、市民に対し避難命令を出した。多くの死傷者を出したハリケーン・カトリーナの経験から、市民の多くは早期に避難を開始し、8月31日時点で少なくとも20万人以上のニューオーリンズ市民が避難、ルイジアナ州南部としては190万人以上が避難をしている。
9月1日の午前9:30頃、グスタフの中心はルイジアナ州沿岸のココドゥリに上陸した。上陸時の強さはカテゴリー2。その後勢力はカテゴリー1に弱まり、ニューオーリンズの西側を通過した。高波がニューオーリンズ市内を走る工業水路の水位を押し上げ、水が溢れ出たものの堤防が決壊することはなく、ニューオーリンズには大きな被害を免れた。
グスタフは、9月2日に熱帯低気圧に変わった。同日午前4時の時点で、その中心はルイジアナ州ラファイエットの北西に位置している。 
ハリケーン通過後、ニューオーリンズでは9月3日の午前9時に市内へ通じる道路の規制が解除され、避難していた市民の帰宅が始まった。

## 被害

### 死者
9月3日現在、グスタフによる死者はハイチで77名、ドミニカ共和国8名、ジャマイカ10名、米国で16名の計111名となっている。キューバでは、建造物などへの被害はあったものの、死者は報告されていない。なお、グスタフの後、アイクが再度キューバを襲い、数名の死者を出した。

## その他
- 国際名Gustavは、この年限りで引退となった。代わりにGonzaloという国際名に変更となった。